# Broken Bow (Oklahoma)
Broken Bow ist eine Stadt im McCurtain County im US-amerikanischen Bundesstaat Oklahoma. Auf einer Fläche von über 13 Quadratkilometern leben 4228 Menschen (Stand: Volkszählung 2020).
Broken Bow ist Teil der sozioökonomischen Region Ark-La-Tex, die Teile der vier Bundesstaaten Arkansas, Louisiana, Oklahoma und Texas umfasst.

## Geographie
Broken Bow liegt im Südosten des Bundesstaates Oklahoma im Süden der Vereinigten Staaten, etwa 25 Kilometer von der östlichen Grenze zu Arkansas sowie 30 Kilometer von der südlichen Grenze zu Texas entfernt. Im Norden und Süden der Stadt schließen sich jeweils Naturreservate an.
Nahegelegene Städte sind unter anderem Idabel (8 km südlich), Eagletown (13 östlich), Garvin (17 km südwestlich), Wright City (22 km westlich) und De Queen (35 km östlich). Nächste größere Stadt ist mit etwa 1,2 Millionen Einwohnern das über 250 Kilometer südwestlich entfernt gelegene Dallas.
|                        | Jan  | Feb   | Mär   | Apr   | Mai   | Jun   | Jul  | Aug  | Sep   | Okt   | Nov   | Dez   |   |         |
| Mittl. Temperatur (°C) | 4,7  | 7,4   | 11,8  | 16,5  | 21,2  | 25,2  | 27,3 | 27,3 | 23,4  | 17,2  | 11,7  | 5,7   | ⌀ | 16,7    |
| Mittl. Tagesmax. (°C)  | 11,7 | 14,3  | 18,9  | 23,6  | 27,3  | 31,3  | 33,4 | 34,3 | 30,3  | 24,6  | 18,0  | 12,4  | ⌀ | 23,4    |
| Mittl. Tagesmin. (°C)  | −2,3 | 0,6   | 4,9   | 9,4   | 14,9  | 19,2  | 21,1 | 20,4 | 16,6  | 9,7   | 5,3   | −1,0  | ⌀ | 9,9     |
|                        |      |       |       |       |       |       |      |      |       |       |       |       |   |         |
| Niederschlag (mm)      | 84,3 | 100,6 | 121,2 | 109,7 | 166,1 | 124,0 | 93,0 | 75,2 | 103,9 | 138,7 | 123,2 | 121,9 | Σ | 1.361,8 |

| −2,3 |

| 0,6 |

| 4,9 |

| 9,4 |

| 14,9 |

| 19,2 |

| 21,1 |

| 20,4 |

| 16,6 |

| 9,7 |

| 5,3 |

| −1,0 |

| −2,3 |

| 0,6 |

| 4,9 |

| 9,4 |

| 14,9 |

| 19,2 |

| 21,1 |

| 20,4 |

| 16,6 |

| 9,7 |

| 5,3 |

| −1,0 |

## Geschichte
Das heutige Stadtgebiet war einst Teil der großen Siedlungsgebiete der Choctaw-Indianer. Gegen Ende des 19. Jahrhunderts wurde ein Sägewerk errichtet, um welches sich die Stadt aufbaute. Zehn Jahre nach ihrer Aufnahme in den Bundesstaat 1911 hatte Broken Bow bereits 1983 Einwohner.

## Verkehr
Vom Süden in den Osten der Stadt verläuft der U.S. Highway 70, der auf einer Länge von über 3800 Kilometern von Arizona im Westen bis nach North Carolina im Osten führt. In Nord-Süd-Richtung verläuft außerdem der U.S. Highway 259 durch die Stadt, der im Norden bis nach Heavener und im Süden bis nach Nacogdoches führt. Etwa 70 Kilometer südlich der Stadt verläuft der Interstate 30.

## Demographie
Die Volkszählung 2010 ergab eine Einwohnerzahl von 4120 Menschen, verteilt auf 1599 Haushalte und 1036 Familien. Die Bevölkerungsdichte betrug 317 Menschen pro Quadratkilometer. 61,8 % der Bevölkerung waren Weiße, 18,5 % Indianer, 8,3 % Schwarze und 0,6 % Asiaten. 3,9 % entstammten einer anderen Ethnizität, 6,8 % hatten zwei oder mehr Ethnizitäten, 5,32 % waren Hispanics oder Lateinamerikaner jedweder Ethnizität. Das Durchschnittsalter lag bei 35 Jahren, das Pro-Kopf-Einkommen betrug fast 14.500 US-Dollar, womit fast 47 % der Bevölkerung unterhalb der Armutsgrenze lebten.

## Söhne und Töchter der Stadt
- Harry Brecheen (1914–2004), Baseballspieler[2][3]
- Gail Davies (* 1948), Country-Sängerin und Songwriterin

## Verschiedenes
Broken Bow ist Handlungsort und Original-Episodentitel der Pilotfolge der Serie Star Trek: Enterprise, siehe Aufbruch ins Unbekannte.